# 네온 데몬
《네온 데몬》(The Neon Demon)은 2016년에 개봉한 심리 공포 예술 영화이다. 니콜라스 빈딩 레픈이 연출과 제작을 맡았으며 메리 로스, 폴리 스테넘과 함께 공동 각본을 작성했다. 엘 패닝, 제나 멀론, 벨라 히스코트, 애비 리, 크리스티나 헨드릭스, 키아누 리브스 등이 출연한다.

## 줄거리
부모님의 원인 불명의 죽음 이후, 16세의 모델 지망생 제시는 조지아의 이름 없는 작은 마을에서 로스앤젤레스로 이사를 간다. 그녀는 사진작가 딘을 만나 첫 촬영을 하고, 메이크업 아티스트 루비는 제시의 외모와 성 경험에 관심이 있는 동료 모델 지지와 사라를 소개한다. 제시는 이들을 흉내 낸다.
제시는 모델 에이전시 사장인 로버타 호프만과 계약을 맺는다. 호프만은 제시에게 19살인 척하라고 권하며 유명 사진작가 잭 맥카서의 테스트 촬영을 추천한다.
같은 날 저녁, 제시는 딘과 데이트를 하고, 딘은 제시에게 진정한 애정을 보여준다. 모텔로 돌아온 제시는 열린 발코니 문을 통해 들어온 퓨마에게 방이 난장판이 된 것을 발견한다. 음탕한 모텔 주인 행크는 제시에게 피해 보상을 요구하지만, 딘이 대신 보상해 준다.
다음 날 촬영을 위해 맥카서는 제시에게 옷을 벗기고 몸에 금색 페인트를 바르게 한다. 촬영은 성공적이고, 지지와 사라는 제시의 젊음을 부러워한다. 제시는 사라도 함께 있는 패션 디자이너 로버트 사르노의 오디션에 간다. 사르노는 사라에게는 눈길도 주지 않지만 제시의 아름다움에 매료된다. 심란한 사라는 제시에게 모두가 존경하는 사람이 된 기분이 어떤지 묻는다. 제시는 "정말 최고예요."라고 고백하고, 사라는 그녀에게 달려든다. 제시는 몸을 빼다가 유리 파편에 손을 베이다. 사라는 제시의 손에서 피를 빨아들인다. 제시는 모텔로 돌아가 추상적인 환각을 보며 기절한다.
사르노의 패션쇼에서 지지는 제시에게 성형 수술에 대해 이야기한다. 제시가 쇼를 마무리할 무렵, 그녀는 추상적인 삼각형과 자신의 모습이 비치는 환각을 본다. 쇼가 끝난 후, 제시는 딘과 함께 술집에 간다. 사르노는 딘과 대화를 나누며 지지의 성형 수술로 강화된 외모와 제시의 자연스러운 아름다움을 부정적으로 비교하고, 진정한 육체적 아름다움이 그 사람의 내면에 있는 어떤 것보다 더 가치 있는 것이라고 믿는다고 말한다. 딘은 이 대화가 불쾌하다고 느끼고 제시와 함께 떠나려 하지만, 제시는 자기애적인 인격을 가장하고는 거절한다.
제시는 행크에게 성적으로 칼을 삼키도록 강요당하는 악몽을 꾼다. 그녀는 누군가 문 잠금장치를 만지작거리는 소리를 듣고 잠에서 깼는다. 그녀는 데드볼트를 작동시키고 침입자가 옆방으로 침입하여 안에 있는 13세 여성을 공격하는 소리를 듣는다(행크는 이전 장면에서 그 소녀에게 암시를 걸었습니다). 겁에 질린 제시는 루비에게 전화를 걸고, 루비는 제시를 집으로 초대한다. 루비는 제시에게 성적 접근을 시도하지만, 제시는 즉시 이를 거부한다. 제시는 루비에게 자신이 처녀임을 밝히고, 루비는 루비를 성폭행하려 하지만 제시에게 발각된다. 거절당한 루비는 영안실에서 미용사로 두 번째 직장을 다니며 여자 시체와 쾌락을 즐긴다.
루비는 집으로 돌아오고, 제시는 지지와 사라를 만난다. 두 사람은 루비와 함께 제시를 공격하고 쫓아가다가 루비가 제시를 텅 빈 웅덩이 깊은 곳으로 밀어 넣는다. 두 사람은 칼로 제시를 도륙하고 시신의 일부를 먹은 후, 그녀의 피를 뒤집어쓴다. 루비는 텅 빈 웅덩이를 마구잡이로 씻고, 무덤도 없는 제시의 무덤에 눕는다. 밤이 되자 알몸으로 집 안에 누워 달빛 아래 누워 있는 그녀의 생식기에서 피가 쏟아진다.
다음 날, 지지와 사라는 애니라는 다른 모델과 함께 잭의 화보 촬영에 참석한다. 잭은 갑자기 사라에게 매료되어 애니를 해고한다. 촬영 도중 지지가 갑자기 아파서 촬영장을 뛰쳐나간다. 사라는 지지가 제시의 눈알 하나를 토해내는 모습을 지켜본다. 그녀는 후회하며 "그녀를 내 몸에서 꺼내야 해!"라고 소리치며 가위로 스스로를 찔러 배를 수직으로 갈라놓는다. 사라는 지지가 죽어가는 모습을 지켜보다가 토해낸 눈알을 먹고 촬영장으로 돌아간다.
엔딩 크레딧 장면에서, 얼굴이 나오지는 않았지만 사라의 재킷을 입은 한 여성이 모하비 사막을 홀로 걷고 있다.

## 출연
- 엘 패닝 - 제시 역
- 칼 글루스먼 - 딘 역
- 제나 멀론 - 루비 역
- 벨라 히스코트 - 지지 역
- 애비 리 - 세라 역
- 데즈먼드 해링턴 - 잭 매카서 역
- 크리스티나 헨드릭스 - 로버타 호프먼 역
- 키아누 리브스 - 행크 역
- 알레산드로 니볼라 - 로버트 사노 역
- 찰스 베이커 - 마이키 역
- 제이미 클레이턴 - 캐스팅 감독 역
- 조디 터너스미스 - 로버타 호프먼의 조수 역
- 테일러 힐 - 시시덕거리는 모델 역
- 코디 러네이 캐머런 - 방부 처리가 된 여성 시체 역
- 크리스 무토 - 닉 역